# Acanthomuricea biserialis
Acanthomuricea biserialis är en korallart som beskrevs av Jörn Hentschel 1903. Acanthomuricea biserialis ingår i släktet Acanthomuricea och familjen Plexauridae. Inga underarter finns listade i Catalogue of Life.